# Bad Moves
Bad Moves — американський павер-поп гурт із Вашингтона, округ Колумбія. Гурт був створений у 2015 році і співпрацює з лейблом Don Giovanni Records.

## Історія
У 2016 році гурт Bad Moves випустив однойменний дебютний мініальбом на лейблі  Don Giovanni Records.
У травні 2017 року вони підтримали шотландський гурт The Spook School у турі Великобританією. Наприкінці квітня та на початку травня 2018 року вони разом із англійським гуртом Martha підтримували Джеффа Розенстока під час його туру по Північному Сходу та Середньому Заходу США.
Вони продовжили запис свого першого повноформатного альбому Tell No One у студії  Джо Рейнхарта (Joe Reinhart), Headroom Studios, у Філадельфії. Альбом було випущено 21 вересня 2018 року на лейблі Don Giovanni Records, після чого гурт відправився у тур на підтримку альбому разом з гуртами The Obsessives, Nana Grizol, Lee Bains III and the Glory Fires.
9 липня 2018 року гурт брав участь у створенні епізоду «Vulture's Nest», мультсеріалу Cartoon Network, «Craig of the Creek». Гурт зіграв мультиплікаційних персонажів гаражного рок-гурту, який допомагає головним героям мультфільму створити власний гурт.
«Я вважаю, що [участь у мультфільмі] була однією з найкрутіших речей, які я коли-небудь робила», — пояснює Пак. «Побачивши, як діти [у шоу] кажуть: «Так, я відчуваю себе могутнім!» ось як я почувалася на Girls Rock».
Половина учасників гурту були волонтерами у програмах навчання молоді рок-музики. Комбс кілька років працював волонтером у Queer Rock Camp в Олімпії, штат Вашингтон, а Парк була тренером та працювала з Girls Rock! DC.
7 квітня 2020 року гурт оголосив про свій другий альбом Untenable, вихід якого запланований наприкінці весни на лейблі Don Giovanni. Одночасно вони оприлюднили перший сингл з цього альбому, «Party with the Kids Who Wanna Party with You». Альбом було випущено лише 26 червня 2020 року.
19 грудня 2023 року гурт випустив сингл «New Year's Reprieve'» — це сумна новорічна пісенька.
Приспів пісні:
"Ви вірите, що є якась відстрочка?
Ви вірите, що стає легше?
Я хочу подивитися, чи є сонце за горизонтом.
Але я не знаю, чи я колись туди потраплю.
Ви вірите, що буде полегшення?
Ви вірите, що все буде добре?
Гадаю, ми дізнаємося, але в мене є сумніви..."

## Склад гурту
- Девід Комбс (David Combs) — гітара, вокал, (учасник гуртів The Max Levine Ensemble, Spoonboy, Somnia, Dim Wizard),[10]
- Кеті Парк (Katie Park) — гітара, вокал (учасник гурту Hemlines),
- Дауд Тайлер-Амін (Daoud Tyler-Ameen) — барабани, вокал (учасник гурту Art Sorority),
- Емма Клівленд (Emma Cleveland) — бас, вокал.

## Дискографія

### Студійні альбоми
- Tell No One ( Don Giovanni Records ) (2018)[11]
- Untenable (Don Giovanni Records) (2020)[7]

### Мініальбоми
- Bad Moves (Don Giovanni Records) (2016)[12]

### Сингли
- "Cool Generator" (Don Giovanni Records) (2018)
- "One Thing"      (Don Giovanni Records) (2018)
- "Spirit FM"      (Don Giovanni Records) (2018)
- "Crushed Out"    (Don Giovanni Records) (2018)
- "Party With The Kids Who Wanna Party With You" (Don Giovanni Records) (2020)
- "New Year's Reprieve" (Don Giovanni Records) (2023)